# Juan Carlos Zapata
Juan Carlos Zapata (Guasdualito, Apure, Venezuela, 23 de diciembre de 1960) es un periodista, escritor e investigador venezolano.

## Biografía
Se graduó de periodista en la Universidad Central de Venezuela. Ha sido reportero en las revistas especializadas, Número y Dinero, pioneras en el periodismo de negocios en Venezuela. Juan Carlos Zapata también se desempeñó como coordinador de la sección de negocios en el diario Economía Hoy, el más importante en su género en el país. 

### El Mundo y Tal Cual
Entre los años 1999 y 2000, fue jefe de Redacción de El Mundo, bajo la dirección de Teodoro Petkoff, donde llevó a cabo el cambio del perfil informativo del vespertino. Posteriormente fue fundador y jefe del diario Tal Cual.

### Descifrado
En 1995, Juan Carlos Zapata funda Descifrado, que devino en grupo editorial, con Descifrado Carta Confidencial, Descifrado.com, Descifrado en la radio y el semanario Descifrado en la calle. En 2.000, alcanzó un acuerdo con el portal Patagon, consolidando la posición de Descifrado.Com. 
Descifrado es el primer grupo editorial en Venezuela en desarrollar la fuente del poder en Venezuela, hurgando en las conexiones políticas-empresariales. En 2006, Juan Carlos Zapata vendió Descifrado. Hoy se dedica a la investigación.

### Los Ricos Bobos
El libro "Los ricos bobos"  de Juan Carlos Zapata apareció en 1995. Era el año de lo peor de la crisis bancaria que derrumbó el 50% del sistema financiero venezolano. Los ricos bobos se convirtió en todo un best seller. 

### Gabo nació en Caracas, no en Aracataca
En 2007, con motivo de los 40 años de Cien años de soledad, Juan Carlos Zapata publica, Gabo nació en Caracas, no en Aracataca, un conjunto de crónicas donde se fundamenta por qué Caracas y Venezuela son fundamentales en la vida del Premio Nobel colombiano, Gabriel García Márquez. Con motivo del homenaje en Cartagena por los 80 años de Gabo, Juan Carlos Zapata entregó un ejemplar de su libro "Gabo nació en Caracas no en Aracacata", al premio Nobel quien le escribió cariñosamente: “Te equivocaste, querido Juan Carlos, yo sí nací en Aracataca”. Testigo de aquel encuentro fue el periodista y escritor, Juan Cruz, de El País de Madrid que comentó en una crónica: 
“Este domingo, al tiempo que los Reyes de España aterrizaban en el aeropuerto húmedo y cálido de esta capital del Caribe, y la enorme seguridad del Estado vigilaba cualquier movimiento, Gabo irrumpía con su mujer, Mercedes Barcha, en un restaurante donde se hizo ese silencio. Después volvió el alboroto. Es el Caribe, y él es Caribe. Se pasó por las mesas como si supiera los nombres de cada uno de los comensales, se sentó con unos y con otros, con sus gafas panorámicas y con su guayabera gris tirando a verdosa. Recibió libros de regalo -uno, titulado Gabo no nació en Aracataca sino en Caracas, del venezolano Juan Carlos Zapata, otro sobre Cartagena de Indias, de Soledad Reina." 
Sobre esa misma obra, el cronista y crítico, Iván R. Méndez, apuntó: “Los nueve capítulos de la obra atestiguan, y lo dice JC Zapata, que la “gabomanía es una enfermedad incurable” y la minuciosa pesquisa del autor es premiada con un retrato del Gabo pintado por Zapata, Pancho, Eneko, Ras, Ugo, Rayma y un intermedio de fotografías e ilustraciones sobre el colombiano, destacando la que Gabriel García Márquez hizo de Remedios La Bella sube al cielo en cuerpo y alma para el suplemento Letra Meridiano en 1971. Hay párrafos deliciosos en medio de la enumeración caótica, y son aquellos en los cuales podemos transitar la Caracas cosmopolita y educada que fuimos junto al colombiano, compartir diálogos, arepas al alba y, sobre todo, degustar el nacimiento de un mito con el “Gabo privado” que cada entrevistado teje para sí”.
En la revista venezolana Sala de Espera, el comentario fue el siguiente: “Tal es la fascinación que creó este personaje en estas latitudes que se han escrito libros como “Gabo nació en Caracas y no en Aracataca” del periodista venezolano Juan Carlos Zapata. En este libro se narra su amistad con personajes venezolanos del mundo intelectual de esos años como Teodoro Petkoff, Manuel Caballero, Miguel Otero Silva, Adriano González León y Salvador Garmendia, entre otros. La crítica ha llamado a este libro “una pequeña joya de recóndita información, como una especie de autoexorcismo de su gabomanía, al tiempo que ha logrado un libro sorprendente y sorpresivo, lleno de datos, de situaciones desconocidas que el autor colombiano vivió en Caracas, de comentarios insólitos de los personajes que se cruzaron en la cotidianidad del García Márquez de aquellos años” y que nosotros agregaríamos, lo marcaron para siempre”.
El Tiempo de Bogotá, también comentó que “el prestigioso periodista venezolano, Juan Carlos Zapata, revela para el lector una época de Gabriel García Márquez poco conocida en nuestro país; su estadía en Caracas de la que nacieron algunos de sus grandes reportajes. La hipótesis es que en adelante, Gabo nunca volvió a ser el mismo”.

### Doña Bárbara con Kalashnikov
A raíz de la aparición, 2008, de Doña Bárbara con Kalashnikov, un libro que aborda los síntomas del tiempo violento incubado con la llegada al poder de Hugo Chávez y el chavismo, el reconocido líder político, Teodoro Petkoff, escribió en el diario Tal Cual de Caracas, que:
“Juan Carlos forma parte de una especie poco numerosa entre sus colegas: el periodista de las grandes investigaciones, que dan pie a libros. Sus reportajes son tan exhaustivos que necesitan del empaque del libro para poder ver la luz. En este sentido, es paradigmática su biografía del Dr. Pedro Tinoco, que ilumina toda una época de nuestra petrosociedad, de nuestro petro-Estado y de nuestros petrobanqueros. Aunque ha ejercido el oficio en medios impresos y en radio, su fuerte es el trabajo por años en un tema -por lo general tan escabroso que necesita de un periodista que no tenga más compromisos que con la verdad que va desentrañando y está dispuesto a dejar amigos a la vera del camino. Tiene la ventaja de una pluma fácil -un tanto barroca cuando hace ficción (que en ese campo ha hecho también incursiones)-, que da a sus reportajes la textura de una obra literaria. Narra con soltura e imaginación, con una prosa muy característica, cortante y se diría que sincopada, que lleva al lector de salto en salto por todos los rincones de su investigación. Se ocupó de los ricos de la Venezuela saudita y dibujó sus retratos sin ninguna complacencia pero con verosimilitud. Tiene Juan Carlos la rara virtud de saber encontrar en la anécdota personal del biografiado el detalle que da sentido a su carácter y explica sus conductas. Para un próximo futuro está trabajando en los ricos de la Venezuela chavista, de esos que él mismo bautizó, en expresión que hizo fortuna, como “boliburgueses”. La burguesía “bolivariana” está en su mira”.
Edgar Moreno Uribe, señaló en Últimas Noticias, el diario de mayor circulación en Venezuela, que:
“Zapata, que es un reconocido autor de ensayos sobre la economía y la política venezolanas, además de una novela “negra” y un interesante búsqueda de huellas e informaciones veraces sobre cuando Gabriel García Márquez era un feliz indocumentado en Caracas, tiene una brillante historia como periodista (fue jefe de redacción de El Mundo) y como revolucionario creador de una página Web dedicada a la economía (Descifrado), comentó que su Doña Bárbara con Kalashnikov es el producto de una intensa y extensa investigación como “sólo la podemos hacer los periodistas”.
Y justo en el diario El Mundo, del que Zapata fue su jefe de Redacción entre 1999 y 2.000, el crítico Roberto Lovera De Sola escribió:
“En verdad que Doña Bárbara con Kalashnikov (Caracas: Alfa, 2008. 239 p.) hace de Juan Carlos Zapata (1960) un novelista, pero un narrador en quien se entrecruzan la realidad con la ficción lo cual lo lleva a elaborar por un lado un cierto tipo de novela social pero que especialmente lo empujó a hacer lo que se llama una “novela verdad”. Un tipo de obra que quien llevó a su mayor altura fue Truman Capote (1924-1984) en “A sangre fría” (1966) pero también Gabriel García Márquez en “Noticia de un secuestro” (1996). Pero además al hacerlo logra Zapata como fundir el ejercicio del periodismo con el de escritor que usa la imaginación para escribir narraciones….Y en fin con este libro su autor ingresa a la nueva y actual generación literaria, la que bordea ahora los cuarenta y por ello han podido formarse bien, leer mucho y vivir: todo ello necesario para poder escribir. Esta generación que hemos denominado de 1998, por diversas razones, hay que considerarla ya, y eso pensamos, “luminosa” por sus primeros buenos resultados”.